# Dorota Bułgarska
Dorota Bułgarska (również Dorota Widyńska, Dorosława) (zm. ok. 1390) – pierwsza królowa Bośni jako żona Tvrtko I Kotromanića.
Dorota była córką cara Bułgarii Iwana Stracimira i jego drugiej żony Anny Wołoskiej.
Wiosną 1365 roku król Węgier Ludwik Węgierski wysłał do Iwana Stracimira żądanie, by ten został jego wasalem. Ponieważ Iwan Stracimir odmówił, wojska węgierskie 2 czerwca 1365 roku zdobyły Widyń i Iwan z rodziną trafili do niewoli. Cztery lata spędzili oni w uwięzieni w twierdzy, a ponadto zostali zmuszeni do porzucenia Bułgarskiego Kościoła Prawosławnego na rzecz Kościoła katolickiego. W 1369 roku Iwan Stracimir został uwolniony oraz przywrócono mu władzę jako wasalowi Ludwika Węgierskiego. Natomiast Dorota i jej siostra zostały zatrzymane na węgierskim dworze jako zakładniczki mające gwarantować lojalność ich ojca. Siostra Doroty zmarła w dzieciństwie.
Ludwik Węgierski doprowadził do małżeństwa Doroty ze swoim wasalem, banem Bośni Tvrtko I. Małżeństwo zostało zawarte na 8 grudnia 1374 roku. W październiku 1377 roku Tvrtko został koronowany na króla Bośni i Dorota została pierwszą królową tego kraju.
Być może synem Doroty i Tvrtko I był Tvrtko II.